# 2346 Lilio
2346 Lilio (1934 CB) là một tiểu hành tinh vành đai chính được phát hiện ngày 5 tháng 2 năm 1934 bởi K. Reinmuth ở Heidelberg.